# Salvador Mendiola
Salvador Mendiola (11 de septiembre de 1952, Ciudad de México, México) es un poeta, escritor, periodista y catedrático mexicano.

## Primeros años
Es hijo del entrenador de fútbol americano Salvador "Sapo" Mendiola,  y estudió la carrera de economía en el Instituto Politécnico Nacional. En 1974, a los 21 años publica su primera novela "...Y te sacarán los ojos" con la que gana el Premio Nacional de Novela Nezahualcóyotl por decisión unánime del jurado, que fue conformado por Agustín Yáñez, Tomás Mojarro, Margarita Urueta, Luis Spota y Gustavo Sainz.

## Carrera
Desde 1969 se dedica al periodismo cultural publicando en medios como La Onda de El Universal, Excélsior, Él, Su Otro Yo, La Semana de Bellas Artes, Palos (de la crítica), Sábado de Unomásuno, La Jornada Semanal, Debate Feminista, El Financiero, Revista etcétera, La mosca, entre otras, casi todos de carácter subterráneo. Y desde 1983 empieza su labor académica como catedrático en la Facultad de Estudios Superiores Aragón.
En 1977 publica Guerra y Sueño en la editorial Novaro, una novela que reflexiona sobre la muerte de la guerrillera Dení Prieto Stock. 
En 1988 se establece en la comuna feminista radical Chorcha Chillys Willys, desde la que ha publicado distintos textos teóricos y periodísticos.

## Obra
- 1974 ...Y te sacarán los ojos.
- 1977 Guerra y Sueño.
- 1985 Canciones.
- 1995 30 Canciones (de amor y filosofía).
- 1998 Teoría feminista sobre estudios de género.
- 2007 Parusía.
- 2007 Teoría contracultural.
- 2013 Mi secreto.[6]

### En colaboración
- 1991 Leer el cuento (con María Adela Hernández Reyes)[7]
- 1997 Theoría Hermenéutica (con María Adela Hernández Reyes, Gloria Hernández Jiménez et al.).
- 2007 Manual de interpretación cinematográfica (con María Adela Hernandez Reyes).[8]

### Traducciones
- 2016 El éxtasis, la frialdad y la tristeza de la libertad, Lea Melandri.